# Оят
Оят (на руски: Оять) е река във Вологодска и Ленинградска област на Русия, ляв приток на Свир, от басейна на Нева. Дължина – 266 km. Площ на водосборния басейн – 5220 km².
Река Оят изтича от северния ъгъл на езерото Чаймозеро (на 238 m н.в.), разположено във Вепсовското възвишение, в северозападната част на Вологодска област. В горното и средно течение протича през западните части на възвишението, като в коритото ѝ има множество прагове и бързеи, а в долното се течение е типична равнинна река. Във водосборния ѝ басейн има над 500 езера, най-голямо от които е Садозеро, от което изтича десният ѝ приток Савинка. Влива се отляво в река Свир (от басейна на Нева), при нейния 15 km, на 4 m н.в., при село Александровшчина. Основни притоци: леви – Ваджега (33 km), Нижная Курба (29 km), Тянукса (26 km), Ашчина (42 km), Вилига (22 km), Тикша (22 km), Чегла (32 km); десни – Сондала (35 km), Тукша (41 km), Шокша (32 km), Кузра (22 km), Шапша (48 km), Савинка (32 km). Има смесено подхранване с преобладаване на снежното с ясно изразено пролетно пълноводие през месец май. Среден годишен отток на 39 km от устието – 51,8 m³/s. Заледява се в края на ноември или началото на декември, а се размразява през втората половина на април или първата половина на май.
В най-долното си течение е плавателна за плиткогазещи съдове.
По бреговете на реката са разположени около 15, предимно малки населени места, най-голямо от които е село Алеховщина в Ленинградска област.